# Delphi (studentbostadsområde)

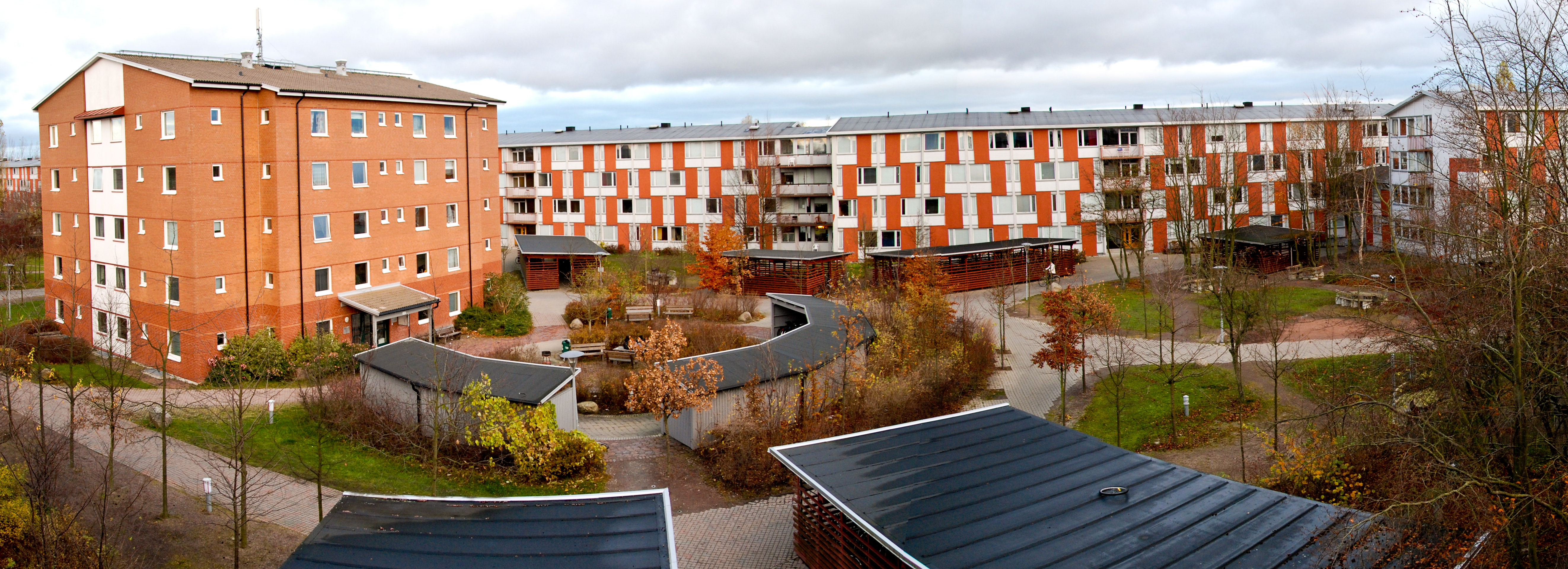
Panorama-vy över Delphi. Fotograferat från hus K, våning 4.

Delphi är ett stort studentbostadsområde på Norra Fäladen i Lund, nära LTH (Lunds tekniska högskola). Bostäderna utgörs till största delen av korridorrum (1001 st) men även lägenheter i olika storlekar som alla ägs av stiftelsen AF Bostäder. Totalt omfattar området 1350 bostäder.
I september 2008 blev ombyggnationen av områdets allmänna ytor färdig vilket gjorde att bland annat Nautilusgymmet fick större yta. En livsmedelsbutik, som nu har gått i konkurs, flyttade in i byggnaden medan pizzerian fick flytta till B-husets nedre del.
Delphi är känt för sin studentikosa anda med flera anrika traditioner såsom att kasta ut brinnande möbler från balkongerna (ej längre vanligt förekommande) samt det berömda Elvavrålet där studenterna vädrar sin tentamens-ångest genom att vråla ut i natten vid elva-slaget.
Delphi ritades av Hans Westman och byggdes 1969. En del så kallade fyrklöverhus, ibland kallade "självmordsbaracker", revs och ersattes 1995–1996 med nya låghus med tegelfasad, inne på gården byggdes höghus, även de med tegelfasad. Adressen är Magistratsvägen 55 A-Y och 57 A-P